# Bitwa na górze Vladař
Bitwa na górze Vladař – starcie zbrojne, które miało miejsce 1421 roku w trakcie wojen husyckich. 

## Przebieg
Do bitwy doszło jesienią, taboryci zajęli stanowiska na górze Vladař, skąd przez trzy dni odpierali ataki armii niemiecko-węgierskiej Zygmunta Luksemburskiego. Siły czeskie dowodzone przez Jana Žižkę ostrzeliwały atakujących z artylerii i broni ręcznej (rusznic). Atakujące pozycje taborytów rycerstwo niemieckie nie było w stanie przerwać linii taboru na wzgórzu i poniosło znaczne straty. W końcu, gdy Czechom zaczęło brakować amunicji, Žižka dał rozkaz do odwrotu. Tabor zszedł ze zbocza i nie atakowany przez przeciwnika przeszedł niedaleko jego obozu. W trakcie marszu taboryci bili w bębny i dęli w fanfary, armaty taborowe natomiast strzelały we wszystkie strony. Działania te przyniosły skutek i zniechęciły Niemców do ataku na tabor, który powrócił do Žateca.